# Premi Tony a la millor direcció de musical
Aquesta és una relació dels guanyadors i nominats al Premi Tony a la Millor Direcció d'un Musical. Abans de 1960, la categoria a "Millor Director" incloïa tant obres de text com musicals.

## Premis i nominacions
Nota: aquesta categoria incloïa tant produccions de text com musicals

### 1950
- 1950 Joshua Logan – South Pacific
- 1951 George S. Kaufman – Guys and Dolls
- 1957 Moss Hart – My Fair Lady

### 1960
| - 1960 George Abbott – Fiorello! - Michael Kidd - Destry Rides Again - Jerome Robbins - Gypsy - Peter Glenville - Take Me Along - Vincent J. Donehue - The Sound of Music - 1961 Gower Champion – Bye Bye Birdie - Garson Kanin - Do Re Mi - Peter Brook - Irma La Douce - 1962 Abe Burrows – How to Succeed in Business Without Really Trying - Joshua Logan - All American - Gower Champion - Carnival! - Joe Layton - No Strings - 1963 George Abbott – Golfus de Roma - John Fearnley - Brigadoon - Cy Feuer & Bob Fosse - Little Me - Peter Coe - Oliver! - 1964 Gower Champion – Hello, Dolly! - Joseph Anthony - 110 in the Shade - Noël Coward - High Spirits - Harold Prince - She Loves Me | - 1965 Jerome Robbins – Fiddler on the Roof - Gene Saks - Half a Sixpence - Joan Littlewood - Oh, What a Lovely War! - Anthony Newley - The Roar of the Greasepaint - The Smell of the Crowd - 1966 Albert Marre – Man of La Mancha - Gene Saks - Mame - Cy Feuer - Skyscraper - Bob Fosse - Sweet Charity - 1967 Harold Prince – Cabaret - Jack Sydow - Annie Get Your Gun - Gower Champion - I Do! I Do! - Mike Nichols - The Apple Tree - 1968 Gower Champion – The Happy Time - Burt Shevelove - Hallelujah, Baby! - George Abbott - How Now, Dow Jones - Jules Dassin - Illya Darling - 1969 Peter Hunt – 1776 - Tom O'Horgan - Hair - Robert Moore - Promises, Promises - Harold Prince - Zorba |

### 1970
| - 1970 Ron Field – Applause - Michael Benthall - Coco - Philip Rose - Purlie - 1971 Harold Prince – Company - Burt Shevelove - No, No, Nanette - Robert H. Livingston - The Me Nobody Knows - Michael Kidd - The Rothschilds - 1972 Harold Prince i Michael Bennett – Follies - Burt Shevelove - Golfus de Roma - Gilbert Moses - Ain't Supposed to Die a Natural Death - Mel Shapiro - Two Gentlemen of Verona - 1973 Bob Fosse – Pippin - Harold Prince - A Little Night Music - Vinnette Carroll - Don't Bother Me, I Can't Cope - Gower Champion - Sugar - 1974 Harold Prince – Candide - Tom Moore - Over Here! - Donald McKayle - Raisin - Michael Bennett - Seesaw | - 1975 Geoffrey Holder – The Wiz - Arthur Laurents - Gypsy - Gower Champion - Mack & Mabel - Grover Dale - The Magic Show - 1976 Michael Bennett – A Chorus Line - Bob Fosse - Chicago - Harold Prince - Pacific Overtures - Bill Gile - Very Good Eddie - 1977 Gene Saks – I Love My Wife - Martin Charnin - Annie - Jack O'Brien - Porgy and Bess - Vinnette Carroll - Your Arms Too Short to Box with God - 1978 Richard Maltby, Jr. – Ain't Misbehavin' - Bob Fosse - Dancin' - Harold Prince - On the Twentieth Century - Elizabeth Swados - Runaways - 1979 Harold Prince – Sweeney Todd, the Demon Barber of Fleet Street - Michael Bennett - Ballroom - Peter Masterson & Tommy Tune - The Best Little Whorehouse in Texas - Robert Moore - They're Playing Our Song |

### 1980
| - 1980 Harold Prince – Evita - Ernest Flatt and Rudy Tronto – Sugar Babies - Joe Layton – Barnum - Tommy Tune – A Day in Hollywood/A Night in the Ukraine - 1981 Wilford Leach – The Pirates of Penzance - Gower Champion – 42nd Street - Robert Moore – Woman of the Year - Michael Smuin – Sophisticated Ladies - 1982 Tommy Tune – Nine - Michael Bennett – Dreamgirls - Martin Charnin – The First - Tony Tanner – Joseph and the Amazing Technicolor Dreamcoat - 1983 Trevor Nunn – Cats - Michael Kahn – Show Boat - Ivan Reitman – Merlin - Tommy Tune and Thommie Walsh – My One and Only - 1984 Arthur Laurents – La Cage aux Folles - James Lapine – Sunday in the Park with George - Richard Maltby, Jr. – Baby - Vivian Matalon – The Tap Dance Kid | - 1985 Des McAnuff – Big River - Barbara Damashek - Quilters - Mitch Leigh - The King and I - Harold Prince - Grind - 1986 Wilford Leach – The Mystery of Edwin Drood - Bob Fosse - Big Deal - Richard Maltby, Jr. - Song & Dance - Claudio Segovia i Hector Orezzoli - Tango Argentino - 1987 Trevor Nunn i John Caird – Les Misérables - Brian Macdonald - The Mikado - Trevor Nunn - Starlight Express - Mike Ockrent - Me and My Girl - 1988 Harold Prince – The Phantom of the Opera - James Lapine - Into the Woods - Mbongeni Ngema - Sarafina! - Jerry Zaks - Anything Goes - 1989 Jerome Robbins – Jerome Robbins' Broadway - Larry Carpenter - Starmites - Peter Mark Schifter - Welcome to the Club - Claudio Segovia i Hector Orezzoli - Black and Blue |

### 1990
| - 1990 Tommy Tune – Grand Hotel - Trevor Nunn – Aspects of Love - Michael Blakemore – City of Angels - Susan H. Schulman – Sweeney Todd, the Demon Barber of Fleet Street - 1991 Tommy Tune – The Will Rogers Follies - Graciella Danielle – Once on This Island - Nicholas Hytner – Miss Saigon - Eleanor Reissa – Those Were the Days - 1992 Jerry Zaks – Guys and Dolls - Mike Ockrent – Crazy for You - James Lapine – Falsettos - George C. Wolfe – Jelly's Last Jam - 1993 Des McAnuff – The Who's Tommy - Bill Kenwright and Bob Tomson – Blood Brothers - Michael Kidd – The Goodbye Girl - Harold Prince – Kiss of the Spider Woman - 1994 Nicholas Hytner – Carousel - Robert Jess Roth – Beauty and the Beast - James Lapine – Passion - Scott Ellis – She Loves Me | - 1995 Harold Prince – Show Boat - Des McAnuff – How to Succeed in Business Without Really Trying - Jerry Zaks – Smokey Joe's Cafe - Trevor Nunn – Sunset Boulevard - 1996 George C. Wolfe – Bring in 'da Noise/Bring in 'da Funk - Jerry Zaks – Golfus de Roma - Christopher Renshaw – The King and I - Michael Greif – Rent - 1997 Walter Bobbie – Chicago - Julie Taymor – Juan Darien - Michael Blakemore – The Life - Scott Ellis – Steel Pier - 1998 Julie Taymor – The Lion King - Sam Mendes and Rob Marshall – Cabaret - Frank Galati – Ragtime - Scott Ellis – 1776 - 1999 Matthew Bourne – Swan Lake - Richard Maltby, Jr. and Ann Reinking – Fosse - Harold Prince – Parade - Michael Mayer – You're a Good Man, Charlie Brown |

### 2000
| - 2000 Michael Blakemore – Kiss Me, Kate - Susan Stroman – Contact - Susan Stroman – The Music Man - Lynne Taylor-Corbett – Swing! - 2001 Susan Stroman – The Producers - Mark Bramble – 42nd Street - Jack O'Brien – The Full Monty - Christopher Ashley – The Rocky Horror Show - 2002 John Rando – Urinetown: The Musical - James Lapine – Into the Woods - Trevor Nunn – Oklahoma! - Michael Mayer – Thoroughly Modern Millie - 2003 Jack O'Brien – Hairspray - Baz Luhrmann – La Boheme - Twyla Tharp – Movin' Out - David Leveaux – Nine - 2004 Joe Mantello – Assassins - Jason Moore – Avenue Q - George C. Wolfe – Caroline, or Change - Kathleen Marshall – Wonderful Town | - 2005 Mike Nichols – Spamalot - Jack O'Brien – Dirty Rotten Scoundrels - Bartlett Sher – The Light in the Piazza - James Lapine – The 25th Annual Putnam County Spelling Bee - 2006 John Doyle – Sweeney Todd, the Demon Barber of Fleet Street - Casey Nicholaw – The Drowsy Chaperone - Des McAnuff – Jersey Boys - Kathleen Marshall – The Pajama Game - 2007 Michael Mayer – Spring Awakening - John Doyle – Company - Scott Ellis – Curtains - Michael Greif – Grey Gardens - 2008 Bartlett Sher – South Pacific - Sam Buntrock – Sunday in the Park with George - Thomas Kail – In the Heights - Arthur Laurents – Gypsy - 2009 Stephen Daldry – Billy Elliot the Musical - Michael Greif – Next to Normal - Kristin Hanggi – Rock of Ages - Diane Paulus – Hair |

### 2010
| - 2010 Terry Johnson – La Cage aux Folles - Christopher Ashley – Memphis - Marcia Milgrom Dodge – Ragtime - Bill T. Jones – Fela! - 2011 Casey Nicholaw & Trey Parker – The Book of Mormon - Rob Ashford – How to Succeed in Business Without Really Trying - Kathleen Marshall – Anything Goes - Susan Stroman – The Scottsboro Boys - 2012: John Tiffany – Once - Jeff Calhoun – Newsies - Kathleen Marshall – Nice Work If You Can Get It - Diane Paulus – Porgy and Bess - 2013: Diane Paulus – Pippin - Scott Ellis – The Mystery of Edwin Drood - Jerry Mitchell – Kinky Boots - Matthew Warchus – Matilda the Musical - 2014: Darko Tresnjak – A Gentleman's Guide to Love and Murder - Warren Carlyle – After Midnight - Michael Mayer – Hedwig and the Angry Inch - Leigh Silverman – Violet | - 2015: Sam Gold – Fun Home - Casey Nicholaw – Something Rotten! - John Rando – On the Town - Bartlett Sher – The King and I - Christopher Wheeldon – An American in Paris - 2016: Thomas Kail – Hamilton - Michael Arden – Spring Awakening - John Doyle – The Color Purple - Scott Ellis – She Loves Me - George C. Wolfe – Shuffle Along - 2017: Christopher Ashley – Come from Away - Michael Greif – Dear Evan Hansen - Rachel Chavkin – Natasha, Pierre & The Great Comet of 1812 - Matthew Warchus – Groundhog Day - Jerry Zaks – Hello, Dolly! - 2018: David Cromer – The Band's Visit - Michael Arden – Once on This Island - Tina Landau – SpongeBob SquarePants - Casey Nicholaw – Mean Girls - Bartlett Sher – My Fair Lady - 2019: Rachel Chavkin – Hadestown - Scott Ellis – Tootsie - Daniel Fish – Oklahoma! - Des McAnuff – Ain't Too Proud - Casey Nicholaw – The Prom |

### 2020
- 2020: Alex Timbers – Moulin Rouge! The Musical
  - Phyllida Lloyd – Tina: The Tina Turner Musical
  - Diane Paulus – Jagged Little Pill

## Guanyadors múltiples
- 8 premis: Harold Prince
- 3 premis: Tommy Tune
- 2 premis: George Abbott, Michael Bennett, Gower Champion, Des McAnuff, Trevor Nunn, Jerome Robbins